# アレクサ・ダッチャー
アレクサ・ダッチャー（Alexa Thatcher、女性、）は、アメリカ合衆国のプロレスラーで、現在はSHIMMER及びインディ団体で活動している。過去にはROHやTNAにも参戦し、TNAではアレクサ・ジェイド（Alexa Jade）のリングネームを使用した。

## 来歴
ニュージャージー州のレスリングスクールに合格しトレーニングを始める。
2005年にデビューし、複数のインディで活動。2006年はWWW、JAPW、ECPWに参戦し、メルセデス・マルチネスらと対戦経験を有する。NWSウィメンズJ-Cupでマルチネスに勝利して優勝。
2007年、ROH及びSHIMMERに参戦。ROHデビュー戦は2月16日、デイジー・ヘイズと組むが、サラ・デル・レイ、アリソン・デインジャーに敗れる。JAPWにてヘイズに敗れた後、SHIMMER参戦開始。7月よりWSUにも参戦開始。8月17日、WSU王座獲得。11月、TNAにアレクサ・ジェイドとして参戦するが、ゲイル・キム、オーサム・コングいずれも敗れる。
2008年6月、MAKEHENに初来日を果たした。

## 得意技
- ハートキック[2]
- スタンディング・ブルドッグ[2]
- ジャーマンスープレックス

## タイトル
- ACEアクションゾーン女子王座
- GWF女子王座
- NWSウィメンズJ-Cup 2006[5]
- WSU王座[10]